# Атлантик Стад Рошель
Атлантик Стад Рошель (фр. Atlantique stade rochelais), також згадуваний як Стад Рошле або Ла-Рошель — французький регбійний клуб, який виступає у вищому дивізіоні національної першості, Топ 14. Клуб був заснований в 1898 році, і зараз виступає на арені Стад Марсель-Дефландре, що вміщає 15 000 глядачів. Традиційні кольори команди — чорний і жовтий.

## Стадіон
Стадіон названий був на честь Марселя Дефландре, який був президентом клубу, народженого через злиття ліги регбі і регбі-клубів під час Другої світової війни в Ла-Рошелі, після того, як уряд Віші заборонив гру в регбі і змусив всі його активи передати в французький союз регбі.

## Досягнення
Топ 14
- Чвертьфінал: 1961, 1962, 1969

Шаленж Ів дю Мануар
- Переможець: 2002, 2003

## Сезон 2016/17 Топ 14
| \| \| 2016–17 Топ 14 таблиця \| watch · edit · discuss \| |                        |                        |          |       |         |         |            |                     |          |             |                |                 |      |
| | Клуб                   | Розіграних             | Виграних | Нічия | Програш | Бали за | Бали проти | Різниця балів Diff. | Проби за | Проби проти | Здобуті бонуси | Втрачені бонуси | Бали |
| 1 | Атлантик Стад Рошель   | 17                     | 10       | 3     | 4       | 439     | 313        | +126                | 42       | 24          | 5              | 3               | 54   |
| 2 | АСМ Клермон Овернь     | 17                     | 10       | 3     | 4       | 497     | 351        | +146                | 52       | 36          | 5              | 2               | 53   |
| 3 | Монпельє Еро           | 17                     | 10       | 0     | 7       | 434     | 378        | +56                 | 38       | 33          | 3              | 3               | 46   |
| 4 | Кастр                  | 17                     | 9        | 1     | 7       | 438     | 347        | +91                 | 42       | 27          | 3              | 2               | 43   |
| 5 | Тулон                  | 17                     | 8        | 1     | 8       | 408     | 363        | +45                 | 37       | 35          | 4              | 4               | 42   |
| 6 | Тулуза                 | 17                     | 9        | 0     | 8       | 348     | 333        | +15                 | 32       | 24          | 2              | 4               | 42   |
| 7 | Бордо-Бегль            | 17                     | 8        | 1     | 8       | 397     | 388        | +9                  | 33       | 34          | 1              | 4               | 39   |
| 8 | Сексьйон Палуаз        | 16                     | 8        | 0     | 8       | 366     | 395        | –29                 | 35       | 36          | 1              | 4               | 37   |
| 9 | Брів Коррез            | 17                     | 8        | 1     | 8       | 366     | 414        | -48                 | 24       | 37          | 0              | 2               | 36   |
| 10 | Рейсінг                | 16                     | 8        | 1     | 7       | 350     | 349        | –1                  | 34       | 30          | 2              | 0               | 36   |
| 11 | Стад Франсе            | 17                     | 7        | 1     | 9       | 397     | 431        | –34                 | 38       | 39          | 2              | 2               | 34   |
| 12 | Ліон                   | 16                     | 6        | 2     | 8       | 325     | 361        | –36                 | 24       | 26          | 2              | 3               | 33   |
| 13 | Гренобль               | 16                     | 4        | 0     | 13      | 392     | 537        | –145                | 37       | 49          | 1              | 6               | 23   |
| 14 | Авірон Байонне         | 16                     | 4        | 2     | 10      | 256     | 453        | –197                | 18       | 47          | 0              | 0               | 16   |
| Якщо команди знаходяться на одному рівні в таблиці на будь-якому етапі, будуть застосовані тайбрейкі в наступному порядку: 1. Класифікація в попередньому сезоні Топ 14 |                        |                        |          |       |         |         |            |                     |          |             |                |                 |      |
| Зелений фон (1 та 2 рядки) отримують пів-фінальні плей-офф місця і візьмуть участь у 2017-18 Європейському кубкові чемпіонів з регбі. Голубий фон (рядки від 3 до 6) здобудуть чвертьфінальні плей-офф місця і візьмуть участь у Кубку чемпіонів. Жовтий фон (7 рядок) авансують до плей-офф щоб отримати шанс позмагатись в Кубку чемпіонів. Білий фон вказує на команди, які здобули місце в Кубку Європи з регбі. Червоний фон (13 і 14 рядки) — команди будуть перенесені до Регбі Про Д2. Фінальна таблиця |                        |                        |          |       |         |         |            |                     |          |             |                |                 |      |
| | 2016–17 Топ 14 таблиця | watch · edit · discuss |          |       |         |         |            |                     |          |             |                |                 |      |

## Знамениті гравці
| - Арнауд Еліссальде - Жан Баптіст Еліссальде - Жан П'єр Еліссальде - Жеральд Мерсерон - Люк Дюкалкон | - Бенет Лесоулс - Жульєн П'єрре - Вінцент Дебати - Серу Рабені - Норман Лігаїрі |

## Знамениті тренери
- Арнауд Еліссальде
- Жан Баптіст Еліссальде